# Lili Horvát

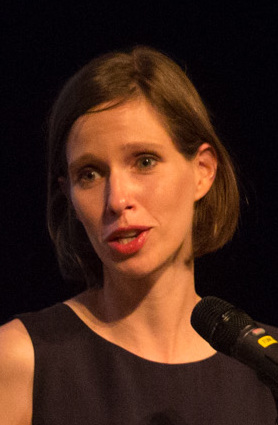
Lili Horvát (2021)

Lili Horvát (anhörenⓘ; * 13. April 1982 in Budapest) ist eine ungarische Filmregisseurin und Drehbuchautorin.

## Leben
Lili Horvát wurde 1982 in Budapest geboren und wuchs dort auf. Nach ihrem Studium der Audiovisuellen Kunst an der Sorbonne in Paris studierte sie Regie an der Universität für Theater und Film in Budapest.
Ihr Regiedebüt bei einem Spielfilm gab Horvát mit Szerdai gyerek aus dem Jahr 2015. Hiernach gründete sie die Produktionsfirma Poste Restante. Ihren zweiten Spielfilm Vorbereitungen um für unbestimmte Zeit zusammen zu sein, für den sie auch das Drehbuch schrieb, stellte sie im September 2020 bei den Internationalen Filmfestspiele von Venedig in der Reihe Giornate degli Autori, den Venice Days, vor.
Horváts Film wurde als ungarischer Beitrag in der Kategorie Bester internationaler Film bei der Oscarverleihung 2021 eingereicht.

## Filmografie (Auswahl)
- 2006: Vakáció (Kurzfilm)
- 2007: Uszodai tolvaj (Kurzfilm)
- 2009: Napszúrás (Kurzfilm)
- 2015: Szerdai gyerek
- 2020: Vorbereitungen um für unbestimmte Zeit zusammen zu sein (Felkészülés meghatározatlan ideig tartó együttlétre)

## Auszeichnungen (Auswahl)
Chicago International Film Festival
- 2020: Auszeichnung mit dem Gold Hugo im New Directors Competition (Vorbereitungen um für unbestimmte Zeit zusammen zu sein)[4]

Internationales Filmfestival Warschau
- 2020: Auszeichnung mit dem FIPRESCI-Preis (Vorbereitungen um für unbestimmte Zeit zusammen zu sein)[5]

Semana Internacional de Cine de Valladolid
- 2020: Auszeichnung mit der Espiga de Oro (Vorbereitungen um für unbestimmte Zeit zusammen zu sein)
- 2020: Auszeichnung mit dem Pilar Miró Award für die Beste Nachwuchsregie (Vorbereitungen um für unbestimmte Zeit zusammen zu sein)[6][7]